# Reinhard Grindel
Reinhard Dieter Grindel (Hamburgo, Alemania Federal 19 de septiembre de 1961) es un periodista y político alemán que desde el 15 de abril de 2016 se desempeña como presidente de la Federación Alemana de Fútbol.
Entre 2002 y 2016 fue diputado del Bundestag (la Cámara Baja del parlamento federal alemán).